# آنا ألما تاديما
كانت آنا ألما تاديما (واسم عائلتها قبل الزواج تاديما، 16 مايو 1867- 5 يوليو 1943) فنانة بريطانية ومدافعة عن حق المرأة في التصويت.
عملت ألنا تاديما بصورة أساسية في الرسومات واللوحات، وأبدعت العديد من لوحات البورتريه وتمثيلات المشاهد الداخلية والزهور والمباني. تأثرت بوالدها، السير لورنس ألما تاديما، وعرضت أعمالها في المعارض رفقته وزوجته لورا تيريزا ألما تاديما. عُرضت أعمالها في المعارض الوطنية، بما في ذلك الأكاديمية الملكية للفنون والمعرض العالمي الكولومبي عام 1893 بشيكاغو.
تلقت آنا ألما تاديما اعترافًا بسبب إنجازاتها بصفة فنانة في المعرض العالمي الكولومبي بشيكاغو عام 1893 ومعرض باريس 1889.

## نشأتها
كانت آنا تاديما الابنة الثانية للرسام الهولندي السير لورنس ألما تاديما وزوجته الفرنسية، ماري بولي غريسان دومولان دو بواجيرارد، اللذين عاشا في بروكسل. وُلدت الأخت الكبرى، لورانس، في 1865. توفيت والدة البنتين في 1869. انتقل لورنس وابنتيه بعد ذلك إلى إنجلترا. تزوج والدها مرة ثانية من لورا إيبس في 1871، عندما كانت آنا في الرابعة من عمرها.
نشأت آنا ألما تاديما في لندن مع عائلتها. تلقت لورانس تعليمها في المنزل ويُعتقد أن آنا تعلمت في المنزل كذلك. تظهر آنا مرتين على الأقل في لوحات والدها. في 1873، صُورتْ وأختها في لوحة هذا ركننا، ثم في 1883، رسم والدها بورتريهًا لها.
كانت والدة آنا ووالدها وزوجته رسامين، ونتيجة لذلك، تربت في أسرة فنية للغاية.
استلهم السير لورنس من كلام العصور القديمة وطور أسلوبًا حاكته لورا وآنا وفنانون آخرون. بعد أن توفي، تلاشت شعبية أعماله وأسلوبه لنحو ستة عقود. كانت لورانس أخت آنا شاعرة ورسامة وروائية وناقدة وكاتبة مسرحية وكاتبة قصص قصيرة.

## عملها بصفتها فنانة
وصفت كاتبة السيرة هيلين زيميرن آنا ألما تاديما بأنها «فنانة لبقة أنيقة ورثت الكثير من قدرة والدها على إعادة إنتاج التفاصيل». في خلال الوقت الذي قضته رسامة، رسمت آنا ألما تاديما عدة بورتريهات، وتمثيلات للزهور، بالإضافة إلى تصويرات بالألوان المائية للمباني ودواخل المنازل. من الأمثلة على بورتريهات ألما تاديما لوحة السيدة تيسا غروس. عُرضت هذه اللوحة وأعمال أخرى، مثل الوادي الضبابي وغرفة الذهب، في الأكاديمية الملكية للفنون.
رسمت لوحات مائية لداخل منزل عائلة ألما تاديما، ومنزل تاونشيند في تيتشفيلد تيريس، قرب ريجينت بارك بلندن. كان والدها قد زيّن منزل العائلة بفخامة ليشبه فيلا رومانية. عُرضت لوحة غرفة الرسم، التي رسمتها ألما تاديما عندما كانت مراهقة، عام 1893 في المعرض الكولومبي بشيكاغو. إضافة إلى ذلك، في 1885، رسمت غرفة الذهب، والتي مثلت كذلك داخل منزل العائلة.
ظهرت صورة للممثلة غلاديس كوبر عندما كانت صغيرة، والتي رسمتها ألما تاديما (مادتها غير معروفة) على الصفحة الأولى من مجلة تاتلر في عام 1915.